# Nguyễn Tấn Thanh
Nguyễn Tấn Thanh (1921-1999), thường gọi là Chín Cửu, bí danh Hữu Ninh, là nhà cách mạng Việt Nam, nguyên Bí thư Tỉnh ủy Châu Hà, Chủ tịch Ủy ban nhân dân tỉnh Kiên Giang.

## Cuộc đời
Nguyễn Tấn Thanh có tên thật là Nguyễn Văn Chi, sinh ngày 3 tháng 10 năm 1921 ở Tân Hưng Đông, huyện Ngọc Hiển, tỉnh Bạc Liêu (nay là xã Tân Hưng Đông, huyện Cái Nước, tỉnh Cà Mau).
Ban đầu, ông tham gia Hội Thanh niên Cứu quốc thuộc Mặt trận Việt Minh. Năm 1947, ông được kết nạp vào Đảng Cộng sản Đông Dương. Năm 1953, ông là Phó Bí thư Huyện ủy An Biên (Rạch Giá).
Năm 1955, ông làm Tỉnh ủy viên Tỉnh ủy Rạch Giá, phụ trách các huyện Châu Thành, Tân Hiệp. Tháng 2 năm 1960, ông được bầu làm Bí thư Tỉnh ủy Rạch Giá. Tháng 10 năm 1966, được được rút về Khu ủy Khu 9, làm Trưởng phòng Dân quân Khu. Sau Hiệp định Paris (tháng 1 năm 1973), ông được Khu ủy phân công làm Trưởng Ban Giao bưu Khu.
Tháng 9 năm 1973, ông được điều động làm Bí thư Tỉnh ủy Châu Hà thay cho Vũ Hồng Đức về Khu. Tháng 7 năm 1974, tỉnh Châu Hà sáp nhập với phần đất phía Nam sông Hậu của tỉnh Long Xuyên để tái lập tỉnh Long Châu Hà, ông thôi làm Bí thư Tỉnh ủy Châu Hà, trở về Khu ủy tiếp tục năm Ban Giao bưu. Phải đến tháng 10 thì Khu ủy mới điều động Bí thư Tỉnh ủy Bạc Liêu Nguyễn Văn Đáng làm Bí thư Tỉnh ủy Long Châu Hà.
Năm 1976, ông được phân công làm Chủ tịch Ủy ban nhân dân tỉnh Kiên Giang. Năm 1987, kiêm Trưởng ban chỉ đạo Tứ giác Long Xuyên.
Năm 1990, ông nghỉ hưu.